# Trzydziestodwójka

Trzydziestodwójka

Trzydziestodwójka – nuta w notacji muzycznej trwająca trzydziestą drugą część całej nuty (tyle, co pół szesnastki lub dwie sześćdziesięcioczwórki).
Trzydziestodwójki poniżej trzeciej linii z zasady zapisuje się w ten sposób, że laski znajdują się po prawej stronie główki i skierowane są do góry. Od trzeciej linii wzwyż laski umieszcza się po lewej stronie główki i skierowane są one w dół. Chorągiewki zawsze umieszcza się po prawej stronie kreski. Jeśli kilka trzydziestodwójek sąsiaduje ze sobą, można je połączyć w grupę za pomocą potrójnej belki.

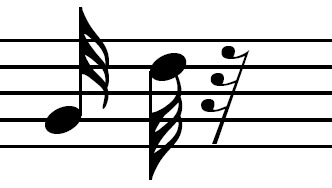
Trzydziestodwójki oraz pauza trzydziestodwójkowa na pięciolinii